# 柳田秀一
柳田 秀一（やなぎた ひでかず、1905年5月10日 - 1978年4月4日）は、日本の医師、政治家。日本社会党衆議院議員（8期）、舞鶴市長。

## 来歴・人物
京都府舞鶴市出身。京都一中・旧制六高を経て岡山医科大学を卒業し、京都帝国大学大学院医学部で学ぶ。その後医師を開業。1947年に舞鶴市長に当選し1950年まで務める。
1952年の総選挙に左派社会党公認で京都2区から出馬し、初当選。1955年に再統一した日本社会党にも引き続き所属し、この間1966年1月に佐々木更三・勝間田清一両委員長の下で、国会対策委員長を務める。また日本体育協会でも理事を務め、東京オリンピックでも組織委員となった。
1972年の総選挙で地盤を京都府副知事だった山田芳治に譲り引退、1978年4月4日に府知事選に立候補した山田の政談演説会の直後に脳梗塞で倒れ死去。享年72。